# Plasma expander
Il termine anglosassone plasma expander indica soluzioni acquose di sostanze biologicamente inerti e ad elevato peso molecolare (colloidi), usate per via endovenosa dopo gravi emorragie. È una soluzione isooncotica, quindi a differenza di altre, ha un effetto duraturo (non abbandona precocemente il letto circolatorio).
In particolare, essendo succedanei del plasma, la loro funzione è quella di ristabilire provvisoriamente la volemia per impedire il collasso cardiocircolatorio.
Tra i plasma expander si possono annoverare il destrano, le gelatine (poligelina e succinilgelatina), polivinil-pirrolidone e l'amido idrossietilico.